# Komprese HTTP
Komprese HTTP je v informatice vestavěná vlastnost webových serverů a prohlížečů umožňující lépe využít dostupný datový tok a zároveň zajistit rychlejší přenosové rychlosti mezi serverem a klientem. Data přenášená přes protokol HTTP jsou komprimována ještě před odesláním klientovi; kompatibilní prohlížeč podá HTTP žádost o data zhruba tak, že do požadavku vloží hlavičku Accept-encoding, do které zapíše podporované kompresní algoritmy, a následně dostane odpověď s daty zkomprimovanými jedním z těchto algoritmů. Nekompatibilní prohlížeč by nebyl schopen přijatá zkomprimovaná data rozbalit, takže by bylo zbytečné žádat o komprimovaná data.
Současné nejběžnější komprimační algoritmy jsou gzip a deflate (abstraktní knihovna využívající deflate je například zlib), ačkoli kompletní seznam dostupných algoritmů je udržován IANA. Kromě toho třetí strany vyvíjejí nové kompresní metody a vkládají je do jejich softwarových produktů (například Google SDCH systém je implementován ve vyhledávači Google Chrome, který ho využívá při komunikaci s určitým okruhem serverů Google).
V roce 2009 vyšel od inženýrů Google Arvinda Jaina a Jasona Glasgowa článek, ve kterém spočítali časové ztráty v případě, že by se kompresní metody nepoužívaly. Součet promarněného času všech uživatelů internetu za jeden den by v takové situaci převyšoval 99 let. K problémům s komprimovaným přenosem dochází také například v situacích, kdy antivirový software nutí prohlížeč přijímat nekomprimovaná data, kdy je použito připojení přes proxy a opatrné prohlížeče nepovolí kompresi, pokud jsou špatně nastavené servery, nebo pokud jsou v prohlížečích chyby zabraňující správnému běhu HTTP komprese. Pokud byl Internet Explorer 6 za proxy (běžné nastavení v podnicích), byl nastaven tak, aby spadnul z technologie HTTP 1.1 na HTTP 1.0 (která prakticky neumožňuje kompresi a vůbec zřetězování). Díky těmto skutečnostem byl IE6, ve své době nejpoužívanější prohlížeč, nejvíce náchylný na využívání nekomprimovaného HTTP.

## Vyjednávání komprese
Ve většině případů, vyjma použití SDCH, se vyjednávání provede ve dvou krocích popsaných v RFC 2616:
1. HTTP žádost poslaná webovým klientem obsahuje řádek Accept-Encoding se jmény podporovaných kompresních schémat (pojmenovaných content-coding tokens) oddělených čárkami.
```
GET /encrypted-area HTTP/1.1
Host: www.example.com

Accept-Encoding: gzip, deflate
```

2. Pokud server podporuje jedno nebo více z uvedených kompresních schémat, odchozí data mohou být komprimována jednou nebo více metodami podporovanými oběma stranami. V takovém případě server přidá řádek Content-Encoding do hlavičky HTTP odpovědi se seznamem použitých schémat oddělených čárkami.
```
HTTP/1.1 200 OK
Date: Mon, 23 May 2005 22:38:34 GMT
Server: Apache/1.3.3.7 (Unix)  (Red-Hat/Linux)
Last-Modified: Wed, 08 Jan 2003 23:11:55 GMT
Etag: "3f80f-1b6-3e1cb03b"
Accept-Ranges: bytes
Content-Length: 438
Connection: close
Content-Type: text/html; charset=UTF-8

Content-Encoding: gzip
```

Webový server není v žádném případě povinen použít jakoukoliv kompresní metodu. Použití kompresních metod závisí výhradně na vnitřním nastavení serveru a také může záviset na vnitřní architektuře žádaných webových stránek.
V případě použití SDCH je slovníkové vyjednávání také vyžadováno, může ovšem zahrnovat dodatečné kroky jako stažení přesného slovníku z externího serveru.

## Hodnoty pro Content-coding
- compress – metoda používaná stejnojmenný un*xovým programem
- deflate – Navzdory svému jménu by komprese zlib (RFC 1950) měla být použita (v kombinaci s deflate – RFC 1951) v souladu s RFC 2616. Ve skutečnosti se ale implementace mezi zlib a deflate odchyluje od dohodnutých pravidel.[3][4] Díky těmto zmatkům se lidem podporujícím gzip podařilo přesvědčit internetovou komunitu, že gzip je spolehlivější výchozí metoda (březen 2011).
- exi – W3C Efficient XML Interchange
- gzip – GNU zip formát (popsán v RFC 1952). Tato metoda je v současnosti nejšířeji podporovaná (březen 2011).[5]
- identity – Žádná transformace dat. Toto je výchozí nastavení položky content coding.
- pack200-gzip – Síťový transportní formát pro Java archivy.[6]
- SDCH – Google Shared Dictionary Compression for HTTP
- bzip2 – Freeware open source bezztrátový kompresní algoritmus.
- peerdist – Microsoft Peer Content Caching and Retrieval (ukládání obsahu do vyrovnávací paměti a jeho znovunačtení, popsáno v MS-PCCRPT)

## Servery podporující HTTP kompresi
- Microsoft IIS – Vestavěný nebo používající moduly třetích stran.
- Apache HTTP Server – Prostřednictvím mod_deflate (navzdory svému jménu v současné době podporuje pouze gzip[7]) nebo mod_gzip.
- Sun Java System Web Server
- Zeus Web Server
- Lighttpd – Pomocí mod_compress a novější mod_deflate (1.5.x).
- Nginx – Vestavěná.
- Geoserver

Komprese HTTP může být také dosaženo použitím funkcionality jazyků podporujících skriptování na straně severu, například PHP nebo Java.